# Joetsu Shinkansen
De Jōetsu Shinkansen (Japans: 上越 新幹線) is een hogesnelheidslijn van het Shinkansennetwerk in Japan die uitgebaat wordt door East Japan Railway Company (JR East). De lijn verbindt Tokio met Niigata via de Tōhoku Shinkansen-lijn.

## Geschiedenis
In 1971 is men met de bouw van de lijn begonnen. Het initiatief kwam van de minister-president Tanaka Kakuei. De eerste testritten vonden plaats vanaf 1980, in 1981 haalde men reeds 210 km/h. De lijn ging effectief van start op 15 november 1982. Volgens het originele plan zou de lijn lopen tot in het Station Shinjuku maar wegens economische redenen besliste de Japanese National Railways (JNR) om de lijn te laten aansluiten op de reeds bestaande Tōhoku Shinkansen-lijn in het station van Ōmiya.

## Treinen
- 200-serie Toki (exprestrein) – in dienst sinds december 2002
- E4-serie Max Toki (exprestrein) - in dienst sinds december 2002
- 200-serie Tanigawa - in dienst sinds oktober 1997
- E1-serie Max Tanigawa - in dienst sinds oktober 1997

## Stations
| Station               | Japans     | Afstand | Plaats                      | Verbindingen |
| --------------------- | ---------- | ------- | --------------------------- | --- |
| Station Tokio         | 東京       | 0       | Chiyoda (Tokio)             | Tōkaidō Shinkansen, Metro van Tokio (Marunouchi-lijn), Yamanote-lijn, Keihin-Tōhoku-lijn, Chūō-lijn, Tōkaidō-lijn, Yokosuka-lijn, Sōbu-lijn, Keiyō-lijn                                                           |
| Station Ueno          | 上野       | 3,6     | Taito (Tokio)               | Jōban-lijn, Yamanote-lijn, Keihin-Tōhoku-lijn, Tōhoku-lijn (Utsunomiya-lijn), Takasaki-lijn, Shōnan-Shinjuku-lijn, Metro van Tokio (Ginza-lijn), Metro van Tokio (Hibiya-lijn), Keisei-lijn (Station Keisei Ueno) |
| Station Omiya         | 大宮       | 31,3    | Ōmiya-ku, Saitama (Saitama) | Tōhoku Shinkansen, Tōbu Noda-lijn, New Shuttle, Keihin-Tōhoku-lijn, Saikyō-lijn, Kawagoe-lijn, Tōhoku-lijn(Utsunomiya-lijn), Takasaki-lijn, Shonan-Shinjuku-lijn                                                  |
| Station Kumagaya      | 熊谷       | 67,9    | Kumagaya (Saitama)          | Chichibu Railway, Takasaki-lijn |
| Station Honjo-Waseda  | 本庄早稲田 | 88,0    | Honjō (Saitama)             | (geen) |
| Station Takasaki      | 高崎       | 108,6   | Takasaki (Gunma)            | Nagano Shinkansen (Hokuriku Shinkansen), Joshin Electric Railway, Takasaki-lijn, Hachikō-lijn, Ryōmō-lijn, Jōetsu-lijn, Shin'etsu-lijn, Agatsuma-lijn                                                             |
| Station Jomo-Kogen    | 上毛高原   | 150,4   | Minakami (Gunma)            | (geen) |
| Station Echigo-Yuzawa | 越後湯沢   | 182,7   | Yuzawa (Niigata)            | Jōetsu-lijn, Hokuhoku-lijn |
| Station Urasa         | 浦佐       | 212,3   | Minamiuonuma (Niigata)      | Jōetsu-lijn |
| Station Nagaoka       | 長岡       | 245,1   | Nagaoka (Niigata)           | Shin'etsu-lijn, Jōetsu-lijn |
| Station Tsubame-Sanjo | 燕三条     | 268,7   | Tsubame en Sanjō (Niigata)  | Yahiko-lijn |
| Station Niigata       | 新潟       | 300,8   | Niigata (Niigata)           | Shin'etsu-lijn, Hakushin-lijn, Echigo-lijn, Uetsu-lijn, Westelijke Ban'etsu-lijn |

Hiernaast is er tevens een aftakking van 1,8 km van Echigo-Yuzawa naar Gala-Yuzawa, die tijdens de wintermaanden gebruikt wordt om passagiers naar het nabijgelegen skioord te brengen.